# Shiva Ahmadi
Shiva Ahmadi (Teherán, 1975) es una artista iraní-estadounidense conocida por sus pinturas, videos e instalaciones, que han sido expuestas en galerías y museos de América del Norte y Medio Oriente.

## Biografía
Ahmadi nació en Teherán, Irán en 1975. Su educación, que se refleja en su arte, estuvo marcada por la revolución iraní y la guerra entre Irán e Irak. Obtuvo una licenciatura en bellas artes de la Universidad Azad en 1998 y justo después se mudó a EE. UU. para realizar sus estudios de posgrado. Asistió a la Universidad Estatal de Wayne en Detroit, Michigan y obtuvo una Maestría en Dibujo (2000) y una Maestría de Bellas Artes en Dibujo (2003). En 2003 hizo una residencia artística en la Escuela de Pintura y Escultura Skowhegan. En 2005 Ahmadi obtuvo su segundo MFA, en pintura de la Academia de Arte de Cranbrook. Ahmadi fue nombrada profesora asociada de arte en la Universidad de California en Davis en 2015.

## Carrera profesional
La práctica de Ahmadi se inspira en las tradiciones artísticas de Irán y Medio Oriente para examinar críticamente las tensiones políticas contemporáneas. Mediante la incorporación de símbolos culturales Ahmadi ha tomado una mirada crítica a los problemas sociales y políticos actuales.
Ahmadi trabaja en una variedad de medios, que incluyen pintura en acuarela, escultura y animación en video; a través de sus piezas son consistentes los patrones ornamentados y los colores vibrantes extraídos del arte persa, indio y del Medio Oriente. En sus mundos cuidadosamente ilustrados, la belleza formal complica los legados globales de violencia y opresión. Estos reinos de fantasía lúdica son, tras una inspección más cercana, macabros teatros de política y guerra: la pintura de acuarela ensangrienta el lienzo y siniestras maquinaciones globales se desarrollan en paisajes abstractos poblados por figuras sin rostro y dominados por refinerías de petróleo y oleoductos laberínticos. Conocida por sus logros en la pintura, su carrera posterior ha estado marcada por el uso de la videoanimación. Su primera animación, Lotus, fue exhibida ampliamente en EE. UU. y en todo el mundo y ganó el reconocimiento de muchos críticos y curadores. Su última animación titulada Ascend (2017) se inspiró en la muerte de Aylan Kurdi y la crisis de refugiados sirios en 2015. Fue adquirida por el Museo de Arte Asiático de San Francisco.
El trabajo de Ahmadi está incluido en las colecciones del Museo de Arte Contemporáneo de Los Ángeles, el Museo de la Sociedad de Asia, el Instituto de Artes de Detroit, el Museo de Arte DePaul, la Biblioteca y Museo Morgan, el Museo Herbert F. Johnson, el Museo de Arte Asiático en San Francisco, la Colección Corporativa TDIC en los Emiratos Árabes Unidos y la Colección Farjam en Dubái. Su pieza Pipes, una acuarela de cinco pies de ancho , fue adquirida por el Museo Metropolitano de Arte de Nueva York en 2014.
En 2016 recibió el premio Anonymous Was A Woman. En 2018, Ahmadi recibió una beca en la Residencia de Arte Civitella Ranieri en Umbría, Italia.

## Exposiciones
- 2018– Canción Ardiente, Haines Gallery, San Francisco
- 2018– ¿Esta tierra es de quién es la tierra?, Sun Valley Center for the Arts, Idaho
- 2018– Catástrofe y el poder del arte, Museo de Arte Mori, Tokio, Japón
- 2017– Ascender, Leila Heller Gallery, Nueva York, NY[10]
- 2017 - Rebelde, bufón, místico, poeta: persas contemporáneos - Museo Aga Khan, Toronto, Ontario[14][15]
- 2016 – Global/Local 1960–2015: Seis artistas de Irán – Grey Art Gallery, Nueva York, Ciudad[16][17]
- 2016 – Seguridad Nacional, Fundación For-Site, San Francisco[18]
- 2016 – Esferas de Suspensión, Centro Charles B. Wang, Nueva York, NY[19]
- 2014 - Shiva Ahmadi: In Focus - Asia Society, Nueva York[1][13]
- 2014 - Artista en el exilio: creatividad, activismo y la experiencia diaspórica, Geoffrey Yeh Art Gallery, Nueva York, NY
- 2013 – Apocalyptic Playland – Leila Heller Gallery, Nueva York
- 2012 - The Fertile Crescent, Exposición del Museo de la Universidad de Rutgers, Newark, NJ
- 2011 – Art X Detroit, Museo de Arte Contemporáneo, Detroit, MI
- 2010 – Shiva Ahmadi: Reinventando la poética del mito – Leila Heller Gallery, Nueva York[8]
- 2008-- Ahmadi y Zhang: Mirando hacia atrás, Feldman Gallery, Pacific Northwest College of Art, Portland, OR[20]
- 2005 -- Crisis del petróleo, Leila Heller Gallery, Nueva York, NY[20]

## Premios
- 2016 - Anonymous Was A Woman Award[21][22]
- 2009 - Kresge Artist Fellowship, Fundación Kresge
- 2003 - Primer Premio, Concurso de Bellas Artes de Michigan
- 2001 - Beca de posgrado de la Universidad Thomas C. Rumble, Universidad Estatal Wayne